# Ali Kafi
Ali Hussain Kafi (em árabe: علي كافي‎ El Harrouch, 7 de outubro de 1928 – Genebra, 16 de abril de 2013) foi um político argelino. Foi presidente interino da Argélia, de 1992 a 1994.

## Biografia

### Carreira
Kafi foi uma das grandes figuras das forças subterrâneas argelinas que lutaram pela independência da França de 1954 a 1962.  Naquela época, foi promovido ao posto de coronel.  Kafi foi embaixador argelino para vários países, incluindo Síria, Egito, Iraque e Itália. 
Serviu como o presidente do Alto Conselho de Estado (a presidência coletiva apoiada pelos militares) da Argélia de 2 de julho de 1992 a 31 de janeiro de 1994.  Ele foi escolhido como presidente após o assassinato de Mohamed Boudiaf. 
O Conselho de Estado foi concebido como um governo de transição. Em 1992, prometeu um referendo que, eventualmente, nunca aconteceu.

### Morte e sepultamento
Kafi morreu com a idade de 84 anos em 16 de abril de 2013, em Genebra, Suíça. Seu corpo foi enterrado no cemitério de El-Alia. 